# Ocyptamus chapadensis
Ocyptamus chapadensis är en tvåvingeart som först beskrevs av Charles Howard Curran 1930.  Ocyptamus chapadensis ingår i släktet Ocyptamus och familjen blomflugor. Inga underarter finns listade i Catalogue of Life.